# The Bad Man and the Preacher
The Bad Man and the Preacher è un cortometraggio muto del 1910  interpretato e diretto da Gilbert M. 'Broncho Billy' Anderson.

## Produzione
Il film fu prodotto dalla Essanay Film Manufacturing Company. Venne girato a Goleta, in California.

## Distribuzione
Distribuito dall'Essanay Film Manufacturing Company, il film - un cortometraggio di 128,6 metri - uscì nelle sale cinematografiche USA il 16 aprile 1910. Nelle proiezioni, veniva programmato con il sistema dello split reel, accorpato in un'unica bobina con un altro cortometraggio prodotto dall'Essanay, il western The Mistaken Bandit .